# Branchinecta sandiegonensis
Branchinecta sandiegonensis је животињска врста класе Crustacea која припада реду Anostraca. 

## Угроженост
Ова врста се сматра угроженом.

## Распрострањење
Врста је присутна у Сједињеним Америчким Државама и Мексику.

## Станиште
Станиште врсте су слатководна подручја. 